# 湯川温泉 (和歌山県)
湯川温泉（ゆかわおんせん）は、和歌山県東牟婁郡那智勝浦町（旧国紀伊国）にある温泉である。

## 泉質
- 単純硫黄泉
  - 源泉温度25〜60℃

## 温泉街
勝浦と串本の中間点にある景勝地、ゆかし潟の畔に湧く温泉地。景勝地ではあるが、昔は中途半端な位置づけのために観光客が少なく、多くの旅館やホテルが出ては消えていたが、近年は勝浦とは一線を画す方針を貫いており、保養、湯治を中心としている。家庭的な小型旅館が多く、遊興ムードとは一切無縁で、根強いファンが多い。

### 周辺
- 熊野古道

## 歴史
古来より熊野詣での湯垢離場として開けた歴史があり、高浜虚子が滞在したことがある。なお、ゆかし潟とは郷土の詩人、佐藤春夫が命名したもの。

## アクセス
- 鉄道 : JR紀勢本線紀伊勝浦駅下車、タクシーで5分。同線湯川駅から徒歩20分ほど。